# Antoing
Antoing is een stad en gemeente in de Belgische provincie Henegouwen. De stad telt ruim 7500 inwoners. In de stad wordt naast Frans ook Picardisch gesproken.

## Kernen
Naast Antoing zelf bestaat de gemeente verder nog uit de deelgemeenten Maubray, Péronnes-lez-Antoing, Bruyelle, Calonne (Caloen) en Fontenoy.

### Kaart

Antoing, deelgemeenten en buurgemeenten. De gele gebieden zijn bebouwde kernen.

### Deelgemeenten
| # | Naam                      | Opp. (km²) | Inwoners (2020) | Inwoners per km² | NIS-code |
| - | ------------------------- | ---------- | --------------- | ---------------- | -------- |
| 1 | Antoing (I)               | 4,65       | 2.995           | 645              | 57003A   |
| 2 | Fontenoy (II)             | 3,27       | 721             | 221              | 57003B   |
| 3 | Maubray (III)             | 10,86      | 1.252           | 115              | 57003C   |
| 4 | Péronnes-lez-Antoing (IV) | 6,96       | 1.303           | 187              | 57003D   |
| 5 | Bruyelle (V)              | 3,18       | 771             | 243              | 57003E   |
| 6 | Calonne (VI)              | 2,45       | 672             | 275              | 57003F   |

### Overige kernen
Morlies (VII)

### Aangrenzende gemeenten
De gemeente Antoing grenst aan de volgende gemeenten en dorpen:
| - a. Laplaigne (gemeente Brunehaut) - b. Hollain (gemeente Brunehaut) - c. Saint-Maur (stad Doornik) - d. Chercq (stad Doornik) - e. Vaulx (stad Doornik) - f. Gaurain-Ramecroix (stad Doornik) - g. Vezon (stad Doornik) - h. Wasmes-Audemez-Briffœil (stad Péruwelz) - i. Callenelle (stad Péruwelz) - j. Flines-lès-Mortagne (Frankrijk) |

## Bezienswaardigheden
- Het Kasteel van Antoing (Château de Ligne). Het kasteel dateert uit de 12e eeuw en is al generaties lang een van de residenties van de prinsen van Ligne.
- De Sint-Pieterskerk (Église Saint-Pierre), neogotisch bouwwerk van 1870 in baksteen met speklagen van natuursteen.
- Het Stadhuis van Antoing is een Lakenhal van 1565 die in 1839 een stadhuis is geworden.
- De Tumulus van Trou de Billemont
- Diverse kalkovens.

## Natuur en landschap
Ten noorden van Antoing liggen enkele uitgestrekte steengroeven waar Doornikse steen wordt gewonnen. Ook zijn er kleinere, verlaten, steengroeven en kalkovens. Antoing ligt aan de Schelde en wordt omgeven door infrastructuur (autoweg, TGV-lin, spoorlijn). De hoogte bedraagt ongeveer 24 meter.

## Demografische ontwikkeling

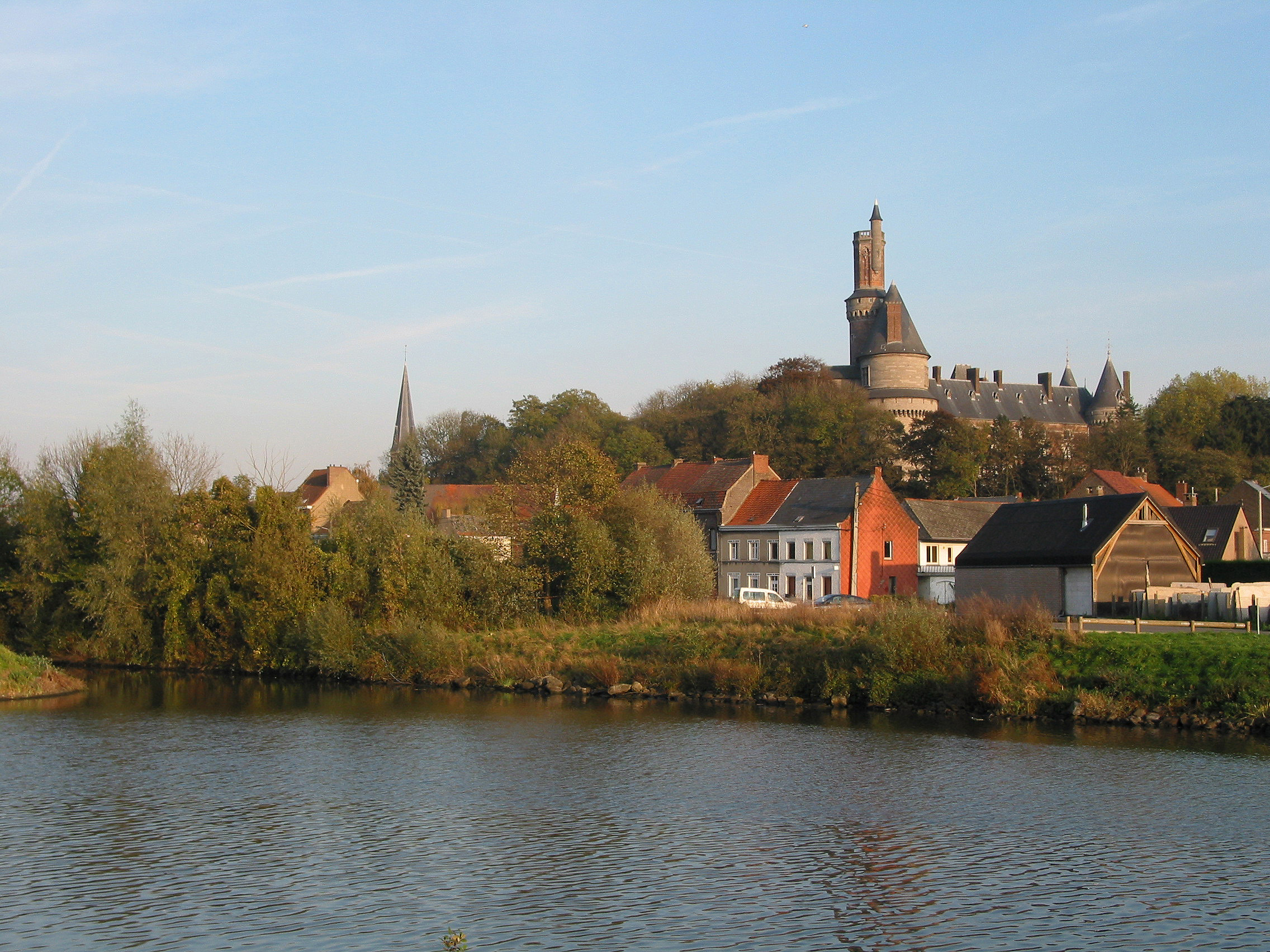
Antoing en kasteel

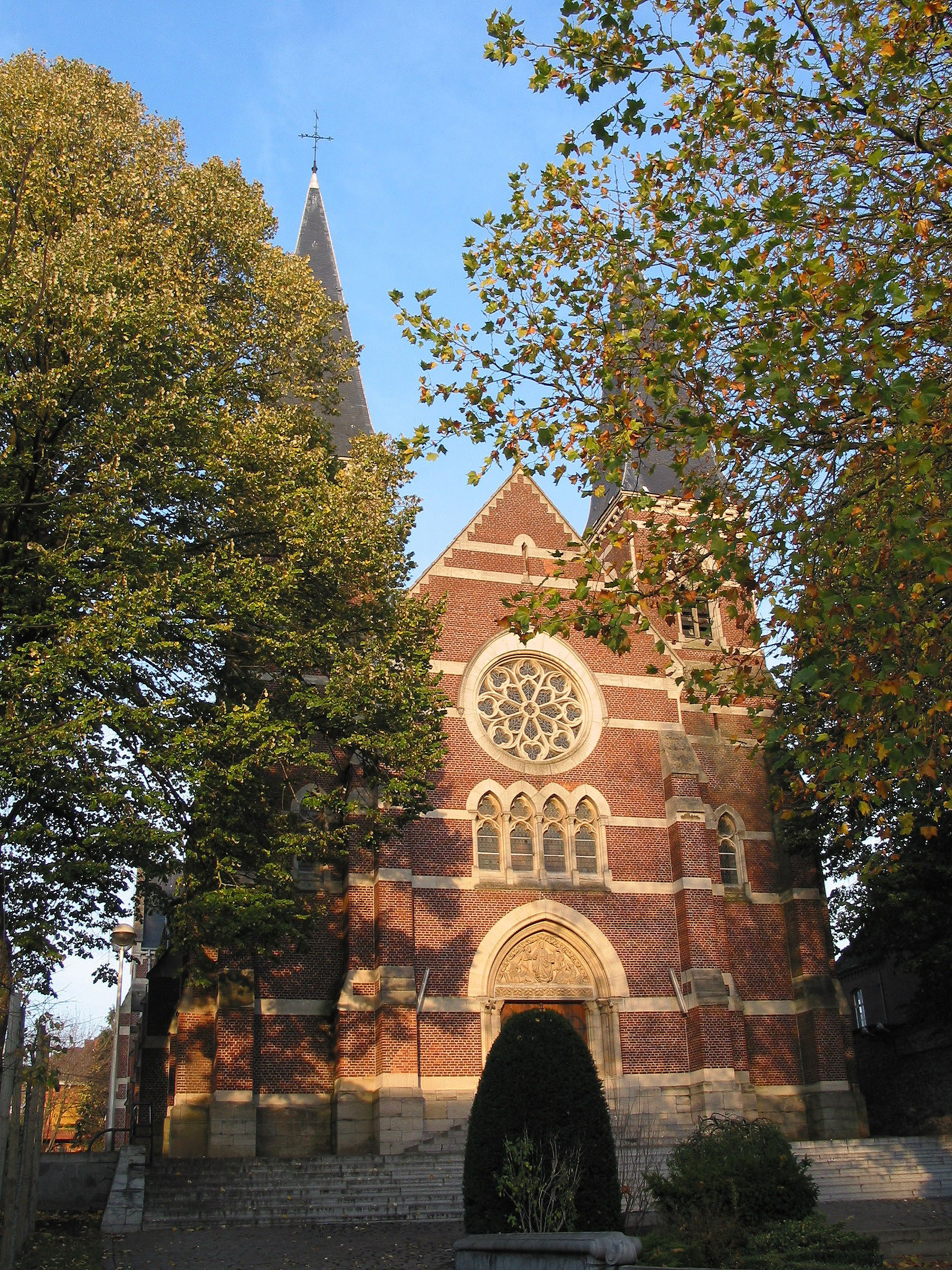
Eglise Saint-Pierre

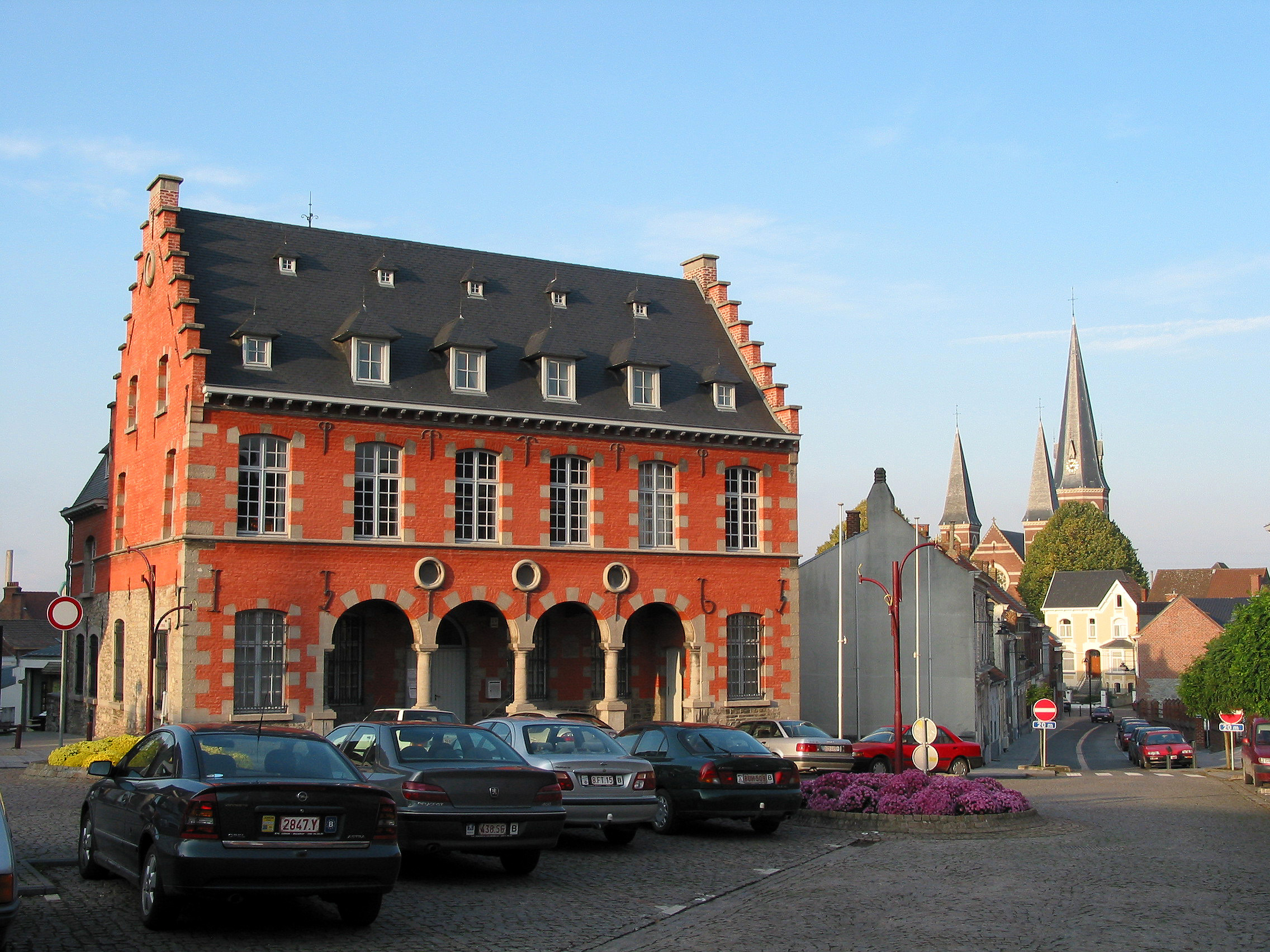
Stadhuis van Antoing

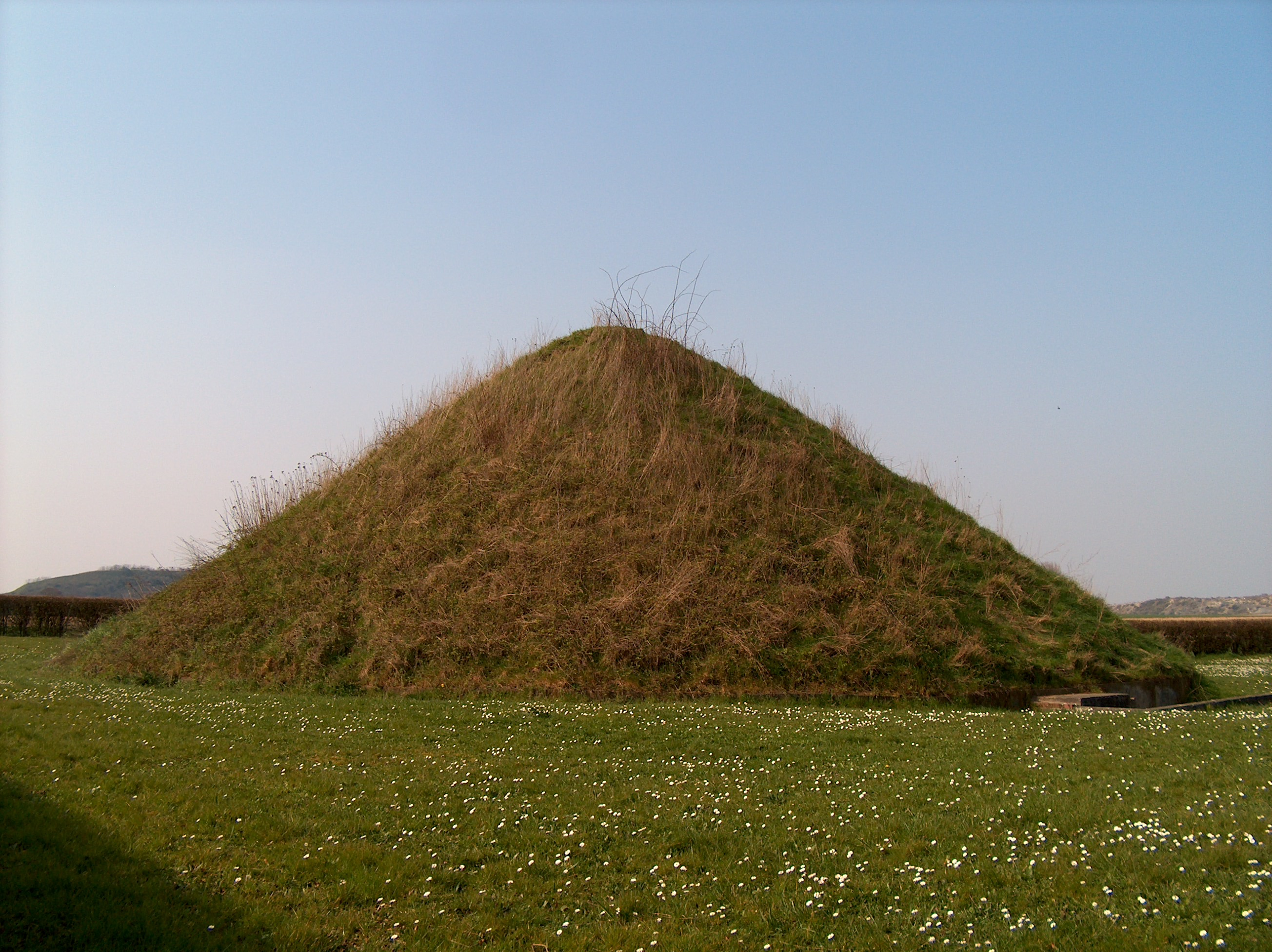
Tumulus van Trou de Billemont

### Demografische ontwikkeling voor de fusie
- Bron:NIS - Opm:1831 t/m 1970=volkstellingen op 31 december; 1976= inwoneraantal per 31 december

### Demografische ontwikkeling van de fusiegemeente
Alle historische gegevens hebben betrekking op de huidige gemeente, inclusief deelgemeenten, zoals ontstaan na de fusie van 1 januari 1977.
- Bronnen:NIS, Opm:1831 tot en met 1981=volkstellingen; 1990 en later= inwonertal op 1 januari

| Inwoners van jaar tot jaar op 1 januari 1992 tot heden | Inwoners van jaar tot jaar op 1 januari 1992 tot heden | Inwoners van jaar tot jaar op 1 januari 1992 tot heden |
| jaar                                                   | Aantal                                                 | Evolutie: 1992=index 100                               |
| ------------------------------------------------------ | ------------------------------------------------------ | ------------------------------------------------------ |
| 1992                                                   | 7.790                                                  | 100,0                                                  |
| 1993                                                   | 7.739                                                  | 99,3                                                   |
| 1994                                                   | 7.705                                                  | 98,9                                                   |
| 1995                                                   | 7.691                                                  | 98,7                                                   |
| 1996                                                   | 7.627                                                  | 97,9                                                   |
| 1997                                                   | 7.581                                                  | 97,3                                                   |
| 1998                                                   | 7.565                                                  | 97,1                                                   |
| 1999                                                   | 7.488                                                  | 96,1                                                   |
| 2000                                                   | 7.481                                                  | 96,0                                                   |
| 2001                                                   | 7.487                                                  | 96,1                                                   |
| 2002                                                   | 7.514                                                  | 96,5                                                   |
| 2003                                                   | 7.513                                                  | 96,4                                                   |
| 2004                                                   | 7.528                                                  | 96,6                                                   |
| 2005                                                   | 7.540                                                  | 96,8                                                   |
| 2006                                                   | 7.549                                                  | 96,9                                                   |
| 2007                                                   | 7.533                                                  | 96,7                                                   |
| 2008                                                   | 7.571                                                  | 97,2                                                   |
| 2009                                                   | 7.620                                                  | 97,8                                                   |
| 2010                                                   | 7.556                                                  | 97,0                                                   |
| 2011                                                   | 7.656                                                  | 98,3                                                   |
| 2012                                                   | 7.684                                                  | 98,6                                                   |
| 2013                                                   | 7.693                                                  | 98,8                                                   |
| 2014                                                   | 7.744                                                  | 99,4                                                   |
| 2015                                                   | 7.766                                                  | 99,7                                                   |
| 2016                                                   | 7.817                                                  | 100,3                                                  |
| 2017                                                   | 7.829                                                  | 100,5                                                  |
| 2018                                                   | 7.760                                                  | 99,6                                                   |
| 2019                                                   | 7.687                                                  | 98,7                                                   |
| 2020                                                   | 7.714                                                  | 99,0                                                   |
| 2021                                                   | 7.638                                                  | 98,0                                                   |
| 2022                                                   | 7.687                                                  | 98,7                                                   |
| 2023                                                   | 7.639                                                  | 98,1                                                   |
| 2024                                                   | 7.623                                                  | 97,9                                                   |
| 2025                                                   | 7.538                                                  | 96,8                                                   |

## Politiek

### Resultaten gemeenteraadsverkiezingen sinds 1976
| Partij            | Partij            | 10-10-1976 | 10-10-1976 | 10-10-1982 | 10-10-1982 | 9-10-1988 | 9-10-1988 | 9-10-1994 | 9-10-1994 | 8-10-2000 | 8-10-2000 | 8-10-2006 | 8-10-2006 | 14-10-2012 | 14-10-2012 | 14-10-2018 | 14-10-2018 | 13-10-2024 | 13-10-2024 |
| Stemmen / Zetels  | Stemmen / Zetels  | %          | 19         | %          | 19         | %         | 19        | %         | 19        | %         | 19        | %         | 19        | %          | 19         | %          | 19         | %          | 19         |
| ----------------- | ----------------- | ---------- | ---------- | ---------- | ---------- | --------- | --------- | --------- | --------- | --------- | --------- | --------- | --------- | ---------- | ---------- | ---------- | ---------- | ---------- | ---------- |
|                   | PS                | 51,29      | 12         | 59,27      | 13         | 67,44     | 15        | 70,07     | 14        | 69,2      | 15        | 64,89     | 14        | 56,2       | 13         | 55,03      | 12         | 50,20      | 11         |
|                   | ECOLO             | -          |            | -          |            | 8,4       | 0         | -         |           | 7,59      | 0         | -         |           | 5,9        | 0          | -          |            | -          |            |
|                   | IC1/GOA           | 26,231     | 5          | 27,261     | 5          | 24,161    | 4         | 29,93A    | 5         | 23,22A    | 4         | 16,48A    | 3         | 16,22A     | 3          | 32,84A     | 6          | 37,41A     | 7          |
|                   | AC1/ UCA2/ GOA    | -          |            | -          |            | -         |           | -         |           | -         |           | 14,831    | 2         | 16,882     | 3          | 12,132     | 1          | 37,41A     | 7          |
|                   | UC                | 15,39      | 2          | 8,37       | 1          | -         |           | -         |           | -         |           | -         |           | -          |            | -          |            | -          |            |
|                   | PCB               | 7,09       | 0          | 5,1        | 0          | -         |           | -         |           | -         |           | -         |           | -          |            | -          |            | -          |            |
|                   | CC                | -          |            | -          |            | -         |           | -         |           | -         |           | -         |           | -          |            | -          |            | 12,40      | 1          |
|                   | Mvt N/B           | -          |            | -          |            | -         |           | -         |           | -         |           | 3,79      | 0         | -          |            | -          |            | -          |            |
|                   | Ensemble          | -          |            | -          |            | -         |           | -         |           | -         |           | -         |           | 4,79       | 0          | -          |            | -          |            |
| Totaal stemmen    | Totaal stemmen    | 5543       | 5543       | 5507       | 5507       | 5428      | 5428      | 5305      | 5305      | 5227      | 5227      | 5264      | 5264      | 5186       | 5186       | 5247       | 5247       | 5054       | 5054       |
| Opkomst           | Opkomst           |            |            |            |            | 94,14%    | 94,14%    | 92,58%    | 92,58%    | 92,5%     | 92,5%     | 92,76%    | 92,76%    | 90,92%     | 90,92%     | 90,89%     | 90,89%     | 87,39%     | 87,39%     |
| Blanco / ongeldig | Blanco / ongeldig | 3,3%       | 3,3%       | 6,01%      | 6,01%      | 5,9%      | 5,9%      | 8,35%     | 8,35%     | 7,71%     | 7,71%     | 7,79%     | 7,79%     | 6,92%      | 6,92%      | 8,08%      | 8,08%      | 9,02%      | 9,02%      |

De zetels van de bestuursmeerderheid worden vet aangegeven. De grootste partij is in kleur.

## Economie

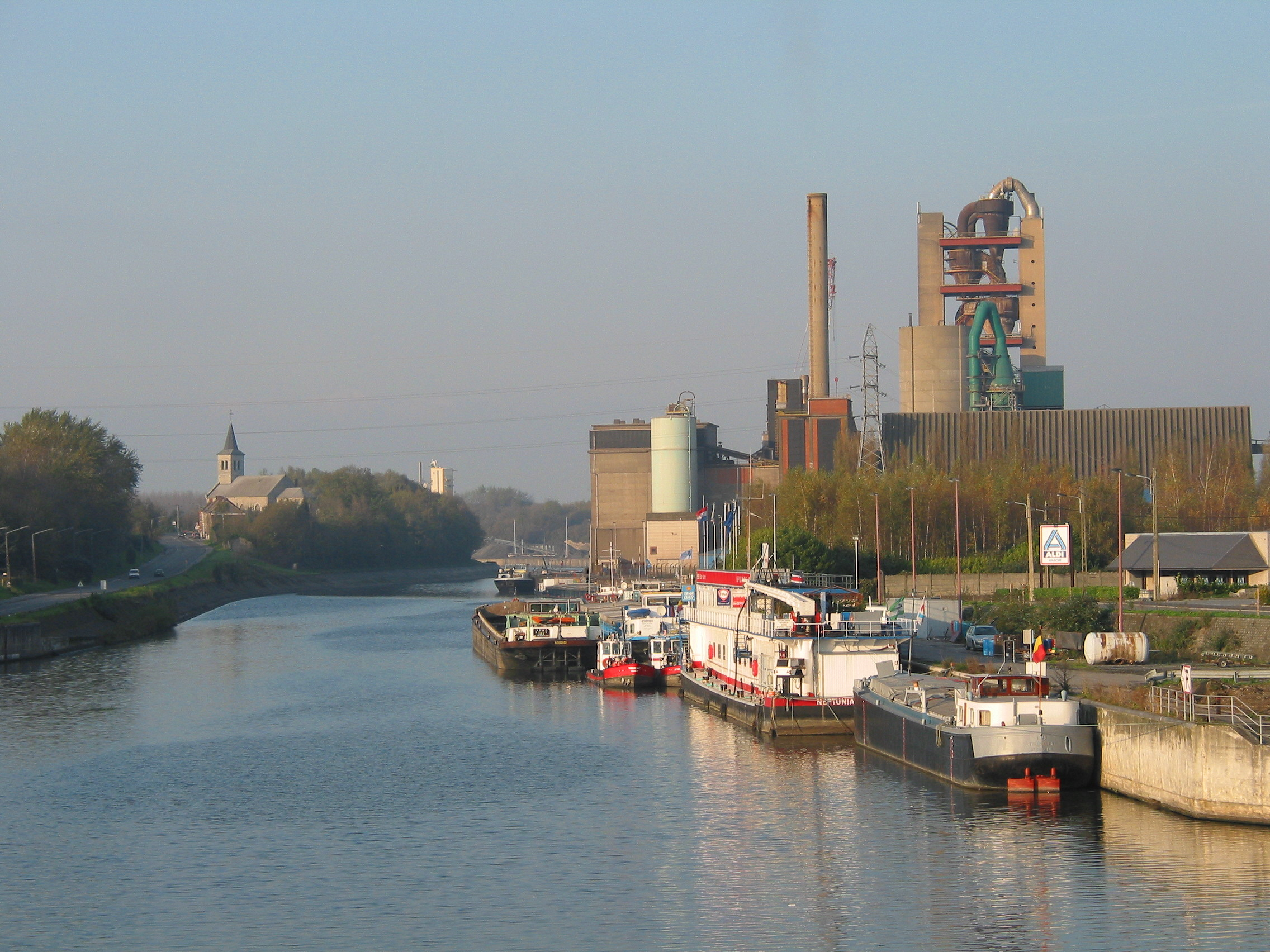
CBR cementfabriek en de kerk van Calonne

Antoing ligt aan de Schelde. Hier mondt het oude kanaal Pommerœul-Antoing uit in de Schelde, maar ook het modernere kanaal Nimy-Blaton-Péronnes.
Aan de oever van de Schelde ligt CBR Antoing. CBR Antoing is een producent van Portlandcementklinker. CBR Antoing maakt onderdeel uit van HeidelbergCement. In 2021 werkten er ongeveer 90 mensen en werd 900.000 ton klinkers geproduceerd". De fabriek van Antoing gebruikt kalksteen afkomstig uit de eigen groeve van Carrière d’Antoing. De klinker is een belangrijke grondstof voor de cementfabrieken van de groep in Gent, Rotterdam en IJmuiden. De volledige productie wordt per binnenvaartschip getransporteerd. Tussen 2012 en 2016 stootte de fabriek jaarlijks gemiddeld zo'n 700.000 ton CO2 uit.

## Geboren
- Ailbertus van Antoing (ca. 1060-1122), geestelijke
- François Lehon (1768-1840), lid van het Belgisch Nationaal Congres
- Raoul Cauvin (1938-2021), scenarioschrijver van stripverhalen

## Nabijgelegen kernen
Vaulx, Calonne, Bruyelle, Péronnes-lez-Antoing, Fontenoy